# Naturreaktor Oklo
Koordinaten: 1° 24′ S, 13° 10′ O

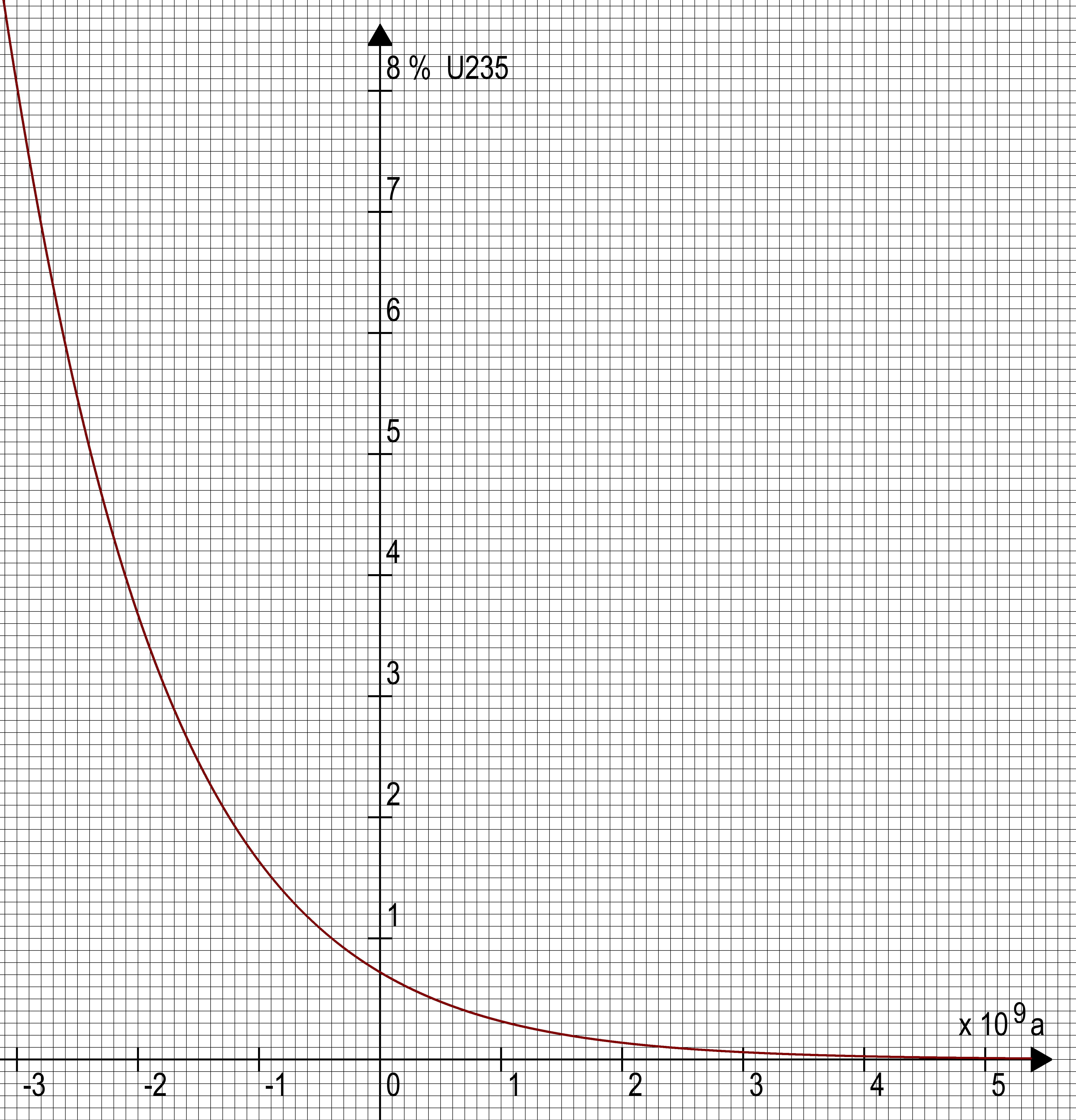
Abnahme des Gehalts an Uran-235 in den letzten und den nächsten Milliarden Jahren. Vor 2 Milliarden Jahren betrug der Anteil von Uran-235 im natürlichen Uran noch 3,65 % und vor 1,5 Milliarden Jahren noch 2,35 %, was unter geeigneten Umständen nukleare Kettenreaktionen ermöglichte

Der Naturreaktor Oklo in Mounana in der gabunischen Provinz Haut-Ogooué ist eine Uranlagerstätte, in der durch eine natürlich entstandene Urankonzentration zusammen mit Wasser eine nukleare Kettenreaktion einsetzte. Mittlerweile sind im Becken von Franceville die Überreste von insgesamt 15 Naturreaktoren gefunden worden, davon befinden sich 14 in Oklo und einer im 30 km entfernten Bangombé.
Vor ca. zwei Milliarden Jahren, im Erdzeitalter des Proterozoikums, betrug der Anteil des spaltbaren Uran-Isotops 235U im Natururan noch ca. 3 % (heute 0,7 %); die seitherige Abnahme erklärt sich aus der kürzeren Halbwertszeit des 235U im Vergleich zu 238U. Diese 235U-Konzentration reichte aus, um, moderiert durch natürliches Wasser, Kritikalität zu erreichen. Der natürliche Kernreaktor war etwa 500.000 Jahre lang aktiv und setzte während dieses Zeitraums bei einer thermischen Leistung von bis zu 100 kW einige hundert Terawattstunden Energie frei. Das entspricht etwa der Energiemenge, die ein durchschnittliches Kernkraftwerk in einem Zeitraum von einigen Jahrzehnten erzeugt. Im Zuge dessen wurden insgesamt etwa 10 Tonnen Uran-235 (235U) gespalten und zugleich aus Uran-238 (238U) etwa 4 Tonnen Plutonium-239 (239Pu) erbrütet. Die Kettenreaktion kam vor mindestens ca. 1,5 Milliarden Jahren zum Erliegen, als das 235U weit genug aufgebraucht war.

## Entdeckung der Reaktoren in Oklo
Das „Oklo-Phänomen“ wurde 1972 vom Labor der Urananreicherungsanlage in Pierrelatte, Frankreich, entdeckt. Routineanalysen einer Natururanprobe zeigten einen leichten, aber abnormalen Mangel an Uran 235 (235U). Der normale Anteil von 235U liegt bei 0,7202 %, während diese Probe nur 0,7171 % aufwies. Da die Mengen an spaltbaren Isotopen genau katalogisiert werden, musste dieser Unterschied erklärt werden. Daher wurde von der CEA eine Untersuchung eingeleitet – mit Proben aus allen Minen, die in Frankreich, Gabun und Niger von der CEA betrieben werden, und in allen Phasen der Erzverarbeitung und Uranreinigung.
Für die Analyse des Urangehalts und des Gehalts an 235U stützte sich die Produktionsleitung der CEA auf das Analyselabor der Anlage in Pierrelatte und auf das zentrale Analyse- und Kontrolllabor der CEA im CEA-Zentrum in Cadarache, das von Michèle Neuilly, wo Jean-François Dozol für die Analysen mittels Massenspektrometrie zuständig war.
Die in Pierrelatte und Cadarache durchgeführten Analysen zeigten, dass die Magnesiumuranate aus Gabun einen variablen, aber generellen Mangel an 235U aufwiesen. Am 7. Juli 1972 entdeckten Forscher des CEA Cadarache eine Anomalie in dem Uranerz aus Oklo in Gabun. Sein 235U-Gehalt lag weit unter dem üblicherweise beobachteten. Durch Isotopenanalysen konnte der Ursprung der 235U-Abreicherung gefunden werden: Das abgereicherte Uran stammte aus dem Erz von Oklo in Gabun, das von der COMUF abgebaut wurde. Daraufhin wurde in den Labors von Cadarache und Pierrelatte eine systematische Analysekampagne durchgeführt (Messung des Urangehalts, Messung des Isotopengehalts). So stellten die Analytiker in Cadarache bei Oklo-Proben einen Mangel an 235U für Magnesiumuranat aus der Mounana-Anlage (235U = 0,625 %) und einen noch größeren Mangel für ein Magnesiumuranat (Oklo M) (235U = 0,440 %) fest: Die Oklo-Erze 310 und 311 haben einen Urangehalt von 12 bzw. 46 % und einen 235U-Gehalt von 0,592 bzw. 0,625 %.
In diesem Zusammenhang ergriff J. F. Dozol die Initiative und analysierte die Magnesiumuranat- und Erzproben aus Oklo mit dem Funkenquellen-Massenspektrometer AEI MS 702 (SMSE)

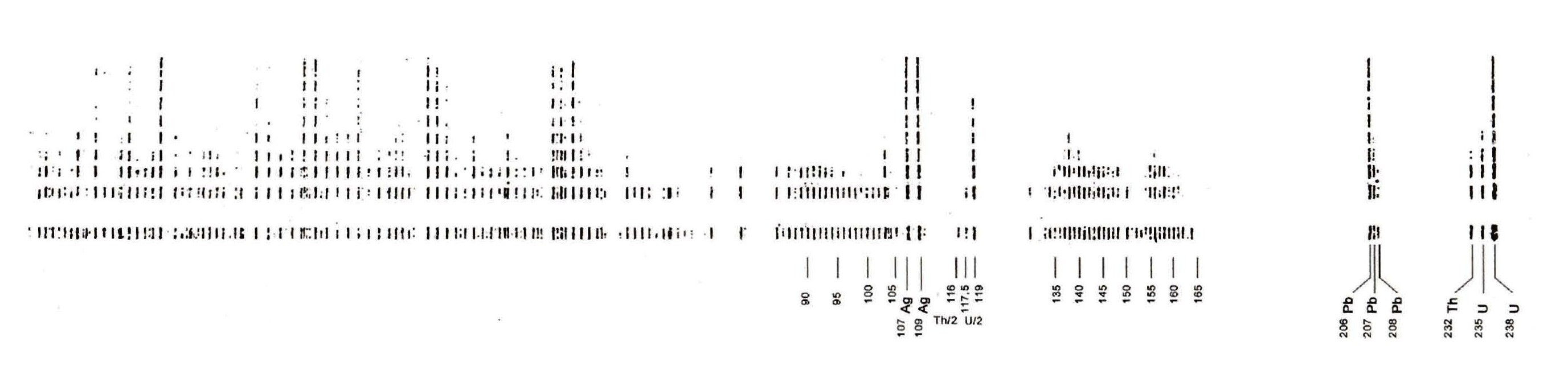
Foto, das für die Probe OKLO 311 durch Funkenmassenspektrometrie-Analyse erhalten wurde und alle in der Probe vorhandenen Isotope aufzeigt.

Der Vorteil des SEMS ist seine Fähigkeit, aus allen in den Elektroden vorhandenen Elementen erhebliche Mengen an Ionen zu erzeugen. Die Elektroden, zwischen denen ein Funke erzeugt wird, müssen leitfähig sein (dazu wurden die Oklo-Proben mit hochreinem Silber gemischt). Auf einer Fotoplatte werden alle in der Probe enthaltenen Isotope von Lithium bis Uran dargestellt (siehe Foto der Platte unten). Bei der Untersuchung der Platte stellte Dozol insbesondere bei dem Erz Oklo 311 mit sehr hohem Urangehalt fest, dass:
- Elemente, die in großen Mengen bei den Massen 85–105 und 130–150 vorhanden sind, die den beiden Höckern der Spaltausbeute von 235U entsprechen (Die Massenverteilung der Spaltprodukte folgt einer „Kamelhöcker“-Kurve, sie besitzt zwei Maxima),
- die letzten Lanthanoide (Holmium bis Lutetium) werden nicht nachgewiesen (jenseits der Masse 166). In der Natur kommen alle 14 Lanthanoide vor; in Kernbrennstoffen, die Spaltungsreaktionen durchlaufen haben, werden die Isotope der letzten Lanthanoide nicht nachgewiesen.

Der nächste Schritt war die Isotopenanalyse auf einem Thermoionisationsmassenspektrometer bestimmter Elemente nach der chemischen Trennung von Neodym und Samarium. Schon bei den ersten Analysen des Oklo-Uranats „M“ und des Erzes „Oklo 311“ wurde deutlich, dass Neodym und Samarium eine Isotopenzusammensetzung besaßen, die der in abgebranntem Brennstoff gefundenen Isotopenzusammensetzung viel näher kam als derjenigen des natürlichen Elements. Der Nachweis der Isotope 142Nd und 144Sm, die nicht durch Spaltung erzeugt werden, deutete darauf hin, dass diese Elemente auch im natürlichen Zustand vorhanden waren, so dass man ihren Beitrag abziehen konnte.
Diese Ergebnisse wurden an den Neutroniker Jean Claude Nimal (CEA Saclay) weitergeleitet, der den Neutronenfluss, den die analysierte Probe erhielt, anhand ihres 235U-Defizits schätzte. Dies ermöglichte es, den Neutroneneinfang durch die Isotope 143Nd und 145Nd abzuschätzen, was zu einer zusätzlichen Bildung von 144Nd bzw. 146Nd führte. Dieser Überschuss musste abgezogen werden, um die Spaltungseffizienz von 235U zu erhalten. Es zeigte sich (siehe Tabelle unten) eine Übereinstimmung zwischen den Spaltungsausbeuten (M) und den um das Vorhandensein von natürlichem Neodym und Neutroneneinfang korrigierten Ergebnissen (C):
| Neodymium-Isotope | 143  | 144  | 145  | 146  | 148  | 150  |
| C/M               | 0.99 | 1.00 | 1.00 | 1.01 | 0.98 | 1.06 |

## Geschichte
Die Möglichkeit von Naturreaktoren wurde 1953 von George Wetherill und Mark Inghram postuliert. 1956 untersuchte Paul K. Kuroda (USA) die Möglichkeit ihrer Existenz genauer. Die notwendigen Voraussetzungen für die Aufrechterhaltung eines Kernspaltungsprozesses sind:
- die ausreichende Menge und Konzentration leicht spaltbarer Isotope wie 235U
- die Abwesenheit von Stoffen wie Bor oder Cadmium, die freie Neutronen stark absorbieren und so dem Prozess entziehen
- die Anwesenheit eines Moderators aus leichten Atomen wie Wasser zum Abbremsen der schnellen Neutronen

Kurodas These wurde kontrovers diskutiert, da man ein Zusammentreffen dieser Bedingungen in der freien Natur für zu unwahrscheinlich hielt.
In Frankreich diskutierte man solche Möglichkeiten schon seit längerem. Ein Pionier auf diesem Gebiet war dort Jacques Noetzlin, der gleich nach der Entdeckung der Kernspaltung diese 1939 als mögliche Energiequelle für Vulkanismus sah. (Wieweit diese These durch Radioaktivitätsmessungen an den zahlreichen aktiven Vulkanen gestützt oder widerlegt worden ist, ist hier nicht bekannt.)

## Beschreibung der Reaktoren
Die insgesamt 16 Reaktoren von Oklo sind zum Teil vollständig, zum Teil weitgehend erschöpft. Die Tage- und Untertagebaue sind geflutet, so dass nur noch der kleinste der bekannten Reaktoren in Bangombé für weitere wissenschaftliche Studien bezüglich des Verhaltens von Spaltprodukten und Actinoiden in geologischen Formationen erhalten geblieben ist.
Die Größe der Reaktoren variiert. Der größte bekannte Reaktor ist 12 m lang, 18 m tief und 20 bis 50 cm dick. Der kleinste Reaktor ist 5 m lang, 1 m breit und wenige Zentimeter dick. Dieser kleinste Reaktor befindet sich sehr nah an der Erdoberfläche und ist daher starker Verwitterung ausgesetzt. Der eigentliche Reaktorkern besteht aus 5 bis 20 cm dicken Schichten von Uraninit, eingebettet in Ton.

## Funktionsweise
Die Halbwertszeit von 235U beträgt ca. 704 Millionen Jahre, 238U ist wesentlich langlebiger. Über die Zeit nimmt der Anteil an 235U also ab. Als der Reaktor vor ca. zwei Milliarden Jahren aktiv war, betrug sein 235U-Anteil ca. 3 %.
Neue Untersuchungen zeigen, dass dieser natürliche Reaktor durch Zufluss von (Grund-)Wasser moderiert wurde, was zu einem zyklischen Vorgang führte: Die Spaltreaktion setzte ein, wenn die Sandsteinmatrix einen Urangehalt von 10 % erreicht hatte. Der Reaktorkern heizte sich bis auf 400 °C auf, so dass es durch Wärmeleitung zu hydrothermalen Wasserströmungen kam. Diese heißen Wässer lösten das umgebende Silikatgestein und transportierten es ab, so dass es zu einer relativen Anreicherung an Uran auf 40 bis 60 % kam. Etwa 30 Minuten lang bremste das Wasser die Neutronen auf die für die Kernspaltung erforderliche Geschwindigkeit ab. Dabei erhitzte es sich und verdampfte. Ohne Wasser war das System unterkritisch, so dass die Kettenreaktion erlosch. Danach lief etwa 2 bis 2,5 Stunden lang Wasser nach, bis das System wieder Kritikalität erreichte und der Zyklus erneut begann. Der Dampfblasenkoeffizient war also – wie bei heutigen Leichtwasserreaktoren – negativ.

## Forschung
Für die moderne Wissenschaft liefern Naturreaktoren äußerst interessante Erkenntnisse. Sie lassen unter anderem Rückschlüsse darauf zu, wie sich radioaktive Stoffe in der Natur innerhalb extrem langer Zeiträume (hier 2 Milliarden Jahre) verbreiten, was im Hinblick auf die Planung atomarer Endlager große Bedeutung hat. Allerdings schreibt etwa die Schweizer Nagra, dass solche Natur-Analoga dennoch nicht als hundertprozentige „Beweise“, sondern lediglich als „Hinweise“ für das Verhalten von Endlagern betrachtet werden dürften.
Das vorgefundene Verhältnis der Nuklide lässt einen Rückschluss darauf zu, dass bereits vor zwei Milliarden Jahren die Kernreaktionen genauso abliefen, und setzt damit einer möglichen These der Veränderung von Naturkonstanten, insbesondere der Feinstrukturkonstanten, enge Grenzen.

## Mechanismus der Reaktorbildung

Geologische Voraussetzungen des Naturreaktors:
1. Reaktorzonen
2. Sandstein
3. Erzflöz
4. Granitstock

Das Oklo-Phänomen wurde dank einer Kombination günstiger Umstände beobachtet: Die Reaktionszonen sind in der Tiefe in einer Region eingeschlossen geblieben, die seit 2 Milliarden Jahren keine größeren geologischen Umwälzungen erlebt hat, und erst in jüngster Zeit haben Erosionserscheinungen die Reaktoren in die Nähe der Oberfläche gebracht.
Aus geologischen und temperaturtechnischen Gründen wird geschätzt, dass die Reaktoren im nördlichen Teil der Lagerstätte in einer Tiefe von mehreren tausend Metern betrieben wurden, wo Druck- und Temperaturbedingungen herrschten, die denen der heutigen Druckwasserreaktoren (350 bis 400 °C, 15 bis 25 MPa) nahe kommen, während die südlichen Zonen in einer Tiefe von etwa 500 Metern betrieben wurden, wo die Bedingungen eher denen eines Siedewasserreaktors (250 °C, 5 MPa) entsprechen.
Während des Reaktorbetriebs stieg die Wassertemperatur deutlich an, was den Prozess der „Entkieselung“ beschleunigte und im Gegenzug die Urankonzentration erhöhte, wodurch der Verlust an 235U durch die Spaltung kompensiert wurde. In der Tat ist die Urankonzentration in den Reaktionszonen extrem hoch, manchmal über 50 %, und je höher die Urankonzentration, desto niedriger der 235U-Gehalt. Außerdem hat sich der umgebende Sandstein durch den Verlust seines Siliziumdioxids in Ton mit einem hohen Tonerdegehalt verwandelt, der eine übermäßige Grundwasserwanderung verhindert und das Uran an Ort und Stelle hält.
Die gute Bewässerung des Erzes durch das eindringende Wasser, das als Moderator wirkte, war auf die sehr hohe Porosität des Geländes zurückzuführen, die durch die Entkieselung des Sandsteins in Gegenwart von Wasser verursacht wurde. Dadurch verringerte sich das ursprüngliche Volumen des Sandsteins um den Faktor 7 und die Mächtigkeit des Uranvorkommens verringerte sich von 5 m auf 80 cm. Die Oklo-Reaktoren wurden selbst geschaffen, indem das Uran aus der Nähe und Ferne konzentriert wurde.
Mineralien, die in den Reaktorkernen durch Neutronenbeschuss zerstört worden waren, wurden von dieser Flüssigkeit leicht aufgelöst. Die durch die Kernreaktionen freigesetzte Wärme setzte einen starken thermischen Siphon in Gang. Unter diesen Bedingungen konnten bestimmte Bestandteile, insbesondere Kieselsäure, deren Löslichkeit mit der Temperatur stark zunimmt, in großen Mengen abgeführt werden. Dadurch wurden die mineralisierten Schichtsandsteine aufgelöst und das schwerlösliche Uranoxid konzentrierte sich in den dünnen mineralisierten Räumen der Reaktionszonen, wo es in Form von Uraninit rekristallisierte. Da Aluminiumoxid unter hydrothermalen Bedingungen viel weniger löslich ist als Siliziumdioxid, reicherte sich das Ganggestein im Verhältnis zum Siliziumdioxid mit Aluminiumoxid an und bildete, nachdem die Reaktionen zum Stillstand gekommen waren, Aluminiumphosphat, das sich unter hydrothermalen Bedingungen zwischen 270 und 300 °C rasch aus dem Phosphat und dem Aluminium der Sandsteinentkieselung bildet.
Während jeder aktiven Betriebsperiode des Oklo-Reaktors und noch einige Zeit danach wurde bei hoher Temperatur ein Großteil des Xenongases (einschließlich der Isotope 136Xe und 134Xe, die relativ schnell erzeugt wurden) abgeleitet. Bei der Abkühlung des Reaktors wurden die langlebigeren Xenonvorläufer (aus denen später die Isotope 132Xe, 131Xe und 129Xe entstehen sollten) bevorzugt in die käfigartige Struktur der Aluminiumphosphatminerale eingebaut, die in der Lage sind, das darin erzeugte Xenongas auch bei hohen Temperaturen zurückzuhalten. Als dann mehr Wasser in die Reaktionszone zurückkehrte, setzten die Spaltungsreaktionen wieder ein.

## Xenon-Isotopenanalyse
Mishiks Xenon-Analysen von Oklo-Erzkörnern, die nach der Xenon-Extraktion mittels Lasermikrosonde und Edelgas-Massenspektrometrie durchgeführt wurden, zeigen, dass eine große Menge Xenon aus der Uranspaltung nicht im Uran, in dem die Spaltreaktionen stattfanden, sondern in den Aluminiumphosphat-Kristallstrukturen zu finden ist. Xenon ist kein direktes Spaltprodukt; bei der Uranspaltung entstehen zum Beispiel die Isotope 97Mo und 137Sn. Die Isotope 97Mo und 137Sn, die direkt aus der Uranspaltung stammen, sind instabil: ein überschüssiges Neutron wird in ein Proton und ein Elektron umgewandelt und in Form von β-Strahlung aus dem Kern ausgestoßen. Bevor also ein stabiler Zustand erreicht wird, durchläuft die Zerfallskette von Antimon (Sb) zum stabilen Bariumisotop (Ba) durch β-Zerfall die folgenden Stufen:
137Sn → 137Sb → 137Te → 137I → 137Xe → 137Cs → 137Ba
Die Bildung der verschiedenen Xenon-Isotope hängt von der Lebensdauer ihrer Vorläufer ab. 136Xe wird innerhalb einer Minute nach der Spaltreaktion gebildet, 134Xe nach etwa einer Stunde, 132Xe und 131Xe innerhalb weniger Tage und 129Xe allein nach Millionen von Jahren. Die radioaktiven Halbwertszeiten von Tellur, Jod und Xenon sind in der folgenden Tabelle aufgeführt:
|        | 129         | 130          | 131      | 132    | 134      | 136    |
| Tellur | 69,6 min    | 790 × 1018 a | 25,0 min | 3,20 a | 41,8 min | 17,6 s |
| Jod    | 16,14 106 a | 12,36 h      | 8,0 j    | 2,29 h | 52,5 min | 83,4 s |
| Xenon  | stabil      | stabil       | stabil   | stabil | stabil   | stabil |

Die erste Überraschung bei der Analyse war die Lokalisierung des Xenons: Entgegen den Erwartungen wurde es nicht in nennenswerten Mengen in uranhaltigen Mineralkörnern gefunden, sondern in Aluminiumphosphatmineralen, die kein Uran enthalten. Zweitens wies das extrahierte Gas eine ganz andere Isotopenzusammensetzung auf als die, die normalerweise in Kernreaktoren erzeugt wird. Es hatte offenbar einen großen Anteil an 136Xe und 134Xe verloren.

## Sonstiges
Gabun hat am 15. Dezember 1976 eine Briefmarke zum Naturreaktor Oklo herausgegeben.